# Lagoinha do Leste
A Lagoinha do Leste é uma lagoa situada na praia da Lagoinha do Leste, na Ilha de Santa Catarina, no Estado brasileiro de Santa Catarina.
Tem o formato de um "S" e fica entre uma cadeia de montanhas e o oceano Atlântico.
As únicas formas de se chegar à praia e à Lagoinha são de barco, através do mar (a partir da praia da Armação ou da praia do Pântano do Sul) ou pelas trilhas que vencem os morros ou o costão, sendo essas duas passagens: a mais mais curta, porém considerada mais difícil por conter muitos declives é a trilha que se dá início no Pântano do Sul, a qual os trilheiros costumam usar como opção de volta; a segunda é a trilha considerada mais fácil e bonita, porém mais longa, e se dá ínicio na Praia do Matadeiro, uma opção usualmente escolhida para a ida até a praia.